# Casse au Vatican
Pour plus de détails, voir Fiche technique et Distribution.
Casse au Vatican ou L'Affaire Vatican (A qualsiasi prezzo) est un film italien réalisé par Emilio Miraglia, sorti en 1968.

## Fiche technique
- Titre original : A qualsiasi prezzo
- Titre français : Casse au Vatican ou L'Affaire Vatican
- Réalisation : Emilio Miraglia
- Scénario : Augusto Caminito et Maurizio Costanzo
- Photographie : Silvano Ippoliti
- Musique : Luis Bacalov
- Production : Pio Angeletti
- Pays d'origine : Italie
- Format : Couleurs - Mono
- Genre : Action, Thriller
- Durée : 94 min

## Distribution
- Walter Pidgeon (VF : Louis Arbessier) : Le professeur Herbert Cummings
- Klaus Kinski (VF : René Bériard) : Clint Rogers
- Ira von Fürstenberg (VF : Perrette Pradier) : Pamela Scott
- Marino Masè (VF : Michel Gatineau) : Richard Anderson
- Corrado Olmi (VF : Jean Berton) : Lentini
- Tino Carraro (VF : Michel Barbey) : Norman
- Guido Alberti (VF : Antoine Marin) : Le cardinal Masoli